# Paul Böhmer
Paul Böhmer, né en 1864 et mort le 25 septembre 1911, est un haut fonctionnaire allemand. Il est maire de Metz de 1908 à 1910 et sous-secrétaire d'État à l'Office impérial aux Colonies.

## Biographie
Paul Eugen Böhmer, né en 1864, est docteur en droit et se tourne vers la fonction publique. De 1902 à 1906, il est Kreisdirektor, administrateur civil de l'arrondissement de Sarreguemines du district de Lorraine.
Le 24 août 1908, il est nommé maire de l'arrondissement de Metz-Ville à la place de Franz Ströver, dont il poursuivra l'action, notamment dans le domaine de l'urbanisme. Il conserve deux ans cette fonction jusqu’au 20 septembre 1910. Avant de quitter Metz, il peut écrire : « Une promenade à travers la ville convaincra chacun, qu’à côté du vieux Metz pittoresque de l’époque française, un Metz moderne est en train d’être érigé, qui doit sa création à l’initiative et la force de travail allemandes. »
Il est l'un des rares Stadtdirektor de l'Alsace-Lorraine à profiter d’une promotion directe vers Berlin, sans passer par Strasbourg. Remarqué par l’empereur Guillaume II, qui séjourne chaque année au château d'Urville de Courcelles-Chaussy, Paul Böhmer est nommé sous-secrétaire d’État à l'Office impérial aux Colonies, le 17 septembre 1910. Il demeure en fonction tout juste un an, avant de mourir le 25 septembre 1911.

## Sources
- A. Bettelheim (dir.), Biographisches Jahrbuch und deutscher Nekrolog, vol. 14, 1897-1917, 1908, zu XI-18, 1973.
- Der zum Unterstaatssekretär im Kolonialamt ernannte Metzer Bürgermeister Dr. Böhmer im Gespräch mit dem Kaiser, Der Welt-Spiegel, du 25/09/1910.
- Das Reichskolonialamt, in Casseler allgemeine Zeitung, 25/09/1911.
- Unterstaatssekretär Dr. Paul Boehmer, in Der Tag, 26/09/1911. (rubrique nécrologique)